# 이토 요시히로
이토 요시히로(일본어: 伊藤 義弘, 1982년 6월 2일 ~ )는 일본의 프로 야구 선수이며, 현재 퍼시픽 리그인 지바 롯데 마린스의 소속 선수(투수)이다.

## 인물

### 프로 입단 전
고등학교 시절인 1999년 제82회 전국 고등학교 야구 선수권 대회에 출전했고 고쿠가쿠인 대학에 진학 후 구속이 150km/h에 가까운 속구파 투수로서 세간의 주목받았다. 대학 졸업 후인 2005년에는 도카이 여객철도에 입사했고 2006년에 나카스카 사토시와 함께 제77회 도시 대항 야구 대회에 출전, 이듬해 2007년에는 도시 대항 야구 대회의 출전권을 놓쳤지만 오지 제지 경식 야구부의 보강 선수로서 제78회 도시 대항 야구 대회에 출전하는 등 팀의 8강 진출에 기여했다.
2007년 11월 9일에 열린 프로 야구 드래프트 회의에서 지바 롯데 마린스로부터 4순위 지명을 받았고 그 후 12월 3일에 지바 롯데와 정식 계약을 맺음과 동시에 등번호는 30번으로 정했다.

### 프로 입단 후

#### 2008년
신인이면서도 개막 1군 엔트리에 합류했고 팀내 4위인 51경기에 등판하여 평균자책점이 3.05의 성적을 남겼다. 초반에는 큰 점수차로 지고 있는 상황에서의 등판하는 경우도 많았지만 시즌 종반에는 이기는 경기에서의 계투로 투입해 승패 없이 9홀드를 기록했다.

#### 2009년
그 해에는 호조를 유지하면서 전년도를 웃도는 팀 최다인 56경기에 등판했다. 평균자책점 4.55와 2승 6패라는 불안한 성적을 남겼지만 12홀드를 기록하면서 팀내 중간 계투로서의 역할을 확립시켰다.

#### 2010년
갑작스런 오른쪽 어깨 통증으로 인해 전력에서 이탈했던 시기도 있었지만 팀의 일원으로서 등판해 최종전에서는 구원 투수를 맡는 등 65경기에 등판하여 기대 이상의 활약을 보여주었다. 주니치 드래건스와의 일본 시리즈에서는 4경기에 등판하면서 4차전에서는 오시마 요헤이에게 결승타를 허용하여 패전 투수가 되었지만 7차전에서는 12회초에 희생타를 때려내며 후속타자인 오카다 요시후미의 결승타를 연결해 점수를 만들었고 이후 등판에서는 2이닝을 던져 팀의 일본 시리즈 우승을 결정지었다.

#### 2011년
9월 1일의 홋카이도 닛폰햄 파이터스전(QVC 마린필드)에서 7회 1사, 타자 양다이강의 배트가 부러지면서 왼쪽 무릎에 맞아 부상당했다.

## 출신 학교
- 히가시후쿠오카 고등학교
- 고쿠가쿠인 대학

## 선수 경력
사회인 시대
- JR 도카이

프로팀 경력
- 지바 롯데 마린스(2008년 ~ )

## 개인 기록
- 첫 등판 : 2008년 3월 25일, 대 후쿠오카 소프트뱅크 호크스 2차전(후쿠오카 Yahoo! JAPAN 돔)
- 첫 탈삼진 : 상동.
- 첫 홀드 : 2008년 3월 26일, 대 후쿠오카 소프트뱅크 호크스 3차전(후쿠오카 Yahoo! JAPAN 돔)
- 첫 승리 : 2009년 4월 30일, 대 오릭스 버펄로스 6차전(지바 마린 스타디움)
- 첫 세이브 : 2010년 10월 1일, 대 오릭스 버펄로스 24차전(지바 마린 스타디움)

## 등번호
- 30(2008년 ~ )

## 연도별 성적
| 연도       | 소속       | 등 판 | 선 발 | 완 투 | 완 봉 | 무 볼 넷 | 승 리 | 패 전 | 세 이 브 | 홀 드 | 승 률 | 타 자 | 투 구 회 | 피 안 타 | 피 홈 런 | 볼 넷 | 고의 사구 | 死 구 | 탈 삼 진 | 폭 투 | 보 크 | 실 점 | 자 책 점 | 평균 자책점 | WHIP |
| ---------- | ---------- | ----- | ----- | ----- | ----- | -------- | ----- | ----- | -------- | ----- | ----- | ----- | -------- | -------- | -------- | ----- | --------- | ----- | -------- | ----- | ----- | ----- | -------- | ----------- | ---- |
| 2008년     | 지바 롯데  | 51    | 0     | 0     | 0     | 0        | 0     | 0     | 0        | 9     | ----  | 253   | 59.0     | 55       | 1        | 23    | 2         | 3     | 52       | 5     | 0     | 24    | 20       | 3.05        | 1.32 |
| 2009년     | 지바 롯데  | 56    | 0     | 0     | 0     | 0        | 2     | 6     | 0        | 12    | .250  | 261   | 57.1     | 62       | 6        | 24    | 4         | 6     | 63       | 3     | 0     | 32    | 29       | 4.55        | 1.50 |
| 2010년     | 지바 롯데  | 65    | 0     | 0     | 0     | 0        | 1     | 2     | 1        | 30    | .333  | 272   | 64.2     | 55       | 2        | 26    | 0         | 2     | 65       | 2     | 0     | 27    | 25       | 3.48        | 1.25 |
| 2011년     | 지바 롯데  | 50    | 0     | 0     | 0     | 0        | 1     | 1     | 0        | 15    | .500  | 227   | 55.0     | 49       | 2        | 18    | 0         | 2     | 48       | 1     | 0     | 17    | 14       | 2.29        | 1.22 |
| 통산 : 4년 | 통산 : 4년 | 222   | 0     | 0     | 0     | 0        | 4     | 9     | 1        | 66    | .308  | 1013  | 236.0    | 221      | 11       | 91    | 6         | 13    | 228      | 11    | 0     | 100   | 88       | 3.36        | 1.32 |

- 2011년 기준.